# Mienszczikowo (rejon lebiażjewski)
Mienszczikowo (ros. Менщиково) – wieś (sieło) w Rosji, w obwodzie kurgańskim, w rejonie lebiażjewskim. W 2010 liczyła 176 mieszkańców.